# Gerecsei őskrokodil
A gerecsei őskrokodil, amelyről a legfrissebb őslénytani kutatások során derült ki, hogy a Thalattosuchia alrendbe tartozó tengeri krokodil egy példánya, amely 1996 augusztusában került elő az alsó jura toarci emeletének kisgerecsei márga formációjából, a gerecsei Pisznice hegy egy fél évszázada elhagyott kőfejtőjében. Körülbelül 180 millió évvel ezelőtt, a dinoszauruszok korában ez az állat valószínűleg partközeli, sekélytengeri környezetben szedte áldozatait. A lelet felfedezése az év őslénytani szenzációjaként került be a köztudatba (az első komolyabb jura gerincesként hazánk jelenlegi területéről). A lelet tudományos leírása 2018-ban jelent meg. A tanulmány legfontosabb eredménye, hogy kiderült róla, hogy a tudomány számára eddig ismeretlen csoportba tartozik, ezért egy új faj, és nemzetség  bevezetését indokolta. Így a Metriorhynchoidea csoportban monotipikus nemzetségként lett leírva Magyarosuchus fitosi néven.
A lelet különlegessége még, hogy a beágyazó kőzet tulajdonságai miatt olyan szerencsésen konzerválódtak a csontok, hogy a későbbi rétegmozgások egyáltalán nem deformálták azokat, minden az eredeti 3 dimenziós arányokkal fosszilizálódott.
A gerecsei Steneosaurus maradványai a Magyar Természettudományi Múzeum őslénytárának gerincesgyűjteményében kerültek elhelyezésre. 2011. november 18-ától a múzeum állandó kiállításának részeként bárki által megtekinthető.

A Pisznice hegy egésze szigorúan védett természetvédelmi terület, a kerecsensólyom élőhelye, a területre engedély nélkül szigorúan tilos a belépés!